# Северноафриканска кампания
Северноафриканската кампания е серия от бойни действия, част от Втората световна война, които протичат в Северна Африка между 10 юни 1940 и 16 май 1943 г.
Боевете в Северна Африка започват на 10 юни 1940 г., когато Италия обявява война на Великобритания и Франция. На 14 юни британски части атакуват и превземат италианския форт Капузо. Това е последвано от италианско настъпление в Египет, което поставя началото на Кампанията в Западната пустиня. През декември 1940 г. започва съюзническо контранастъпление, под кодовото название операция Компас, което разгромява италианската 10-а армия и изтласква противника до Либия.
Бързото влошаване на ситуацията в Северна Африка принуждава Адолф Хитлер да изпрати там Африканския корпус, начело с Ервин Ромел. Това става по време на операция Зоненблуме, чиято непосредствената цел е подкрепа на италианските войски. Ромел пренебрегва заповедите на главното командване и по време на офанзивата започнала 24 март успява да изтласка отслабените съюзнически войски обратно в Египет. Под обсада, която продължава 240 дни, остава Тобрук. Британските войски правят три опита за настъпление в посока обсадения град – Краткотрайност, Бойна секира и Крусейдър. За разлика от предните две, третата операция е успешна. Съюзническите войски нанасят тежки загуби на силите на Оста и ги изтласкват до Ел Агейла.
На 21 януари 1942 г. Ромел дава начало на ново настъпление. Постепенно успява да изтласка съюзническите войски и на 30 юни силите на Оста достигат Ел Аламейн и започват серия от атаки, които стават известни под общото наименование първа битка при Ел Аламейн. На 13 август 1942 г. Бърнард Монтгомъри поема командването на британската 8-а армия. На 23 октомври започва втората битка при Ел Аламейн. Силите на Оста са разгромени и Ромел заповядва отстъпление към Ел Агейла.
На 8 ноември 1942 г. започва операция Факел, която бележи началото на участието на Съединените щати в Северноафриканската кампания. В последвалите бойни действия силите на Оста постепенно са изтласкани, първоначално в Либия, а след това в Северен Тунис, където се предават на 16 май 1943 г.